# Calpa-szöveg
A Calpa-szöveg (vagy Zalpa-szöveg) két verzióban fennmaradt dokumentum. Az elsőt 1923-ban Hugo Figulla publikálta. Ez a CTH#3 számú dokumentum (vagy KBo 3.38), és Zalpa-töredék néven ismert. Gustav Güterbrock már 1938-ban a hettita történeti hagyomány részének tartotta. A másodikat a hattuszaszi Nagy templom ásatásai során 1972-ben találták a törmelékben, és Heinrich Otten 1973-ban publikálta. Miután a két irat egymáshoz tartozó voltát megállapították, az utóbbi a CTH#3.1 katalógusszámot kapta. A 2000-es években még két töredéke került elő, amelyek eddig ismeretlen szövegrészt nem tartalmaznak (KUB 23.3 és KBo 26.126).

## Szerkezete
Az irat két fő részből áll, először egy eredetmítoszt tartalmaz, majd történeti részeket. Ezeken belül is több szakasz különíthető el, van bevezetés, a legenda, Calpa (vagy Calvar) és Nesza konfliktusa, Calpa lerombolása. Ezekből egyfelől következne a calpai és neszai (korábban kusszarai) uralkodóház rokonsága is, másfelől a neszai Anittasz dokumentuma alapján a máshonnan is ismert eseményekkel lehet párhuzamosítani.
A szöveg második része azonban már a Hattuszaszban székelő királyok idejéről beszél, tehát I. Hattuszilisz uralkodásával egyidőben, vagy az után keletkezett. A dokumentum nem nevezi meg (vagy a sérült részen volt) a hattuszaszi királyt, de azt tudhatjuk belőle, hogy Hakkarpilisz herceg és a később színre lépő Happi herceg is a hattuszaszi uralkodó fia volt. Az előbbit Papahdilmah vagy PU-szarruma fiának, az utóbbit I. Hattuszilisz fiának tartják általában. Ez esetben Hakkarpilisz Hattuszilisz nagybátyja vagy öccse, és az összecsapások csak Hattuszilisz idején történhettek. Happi esetében viszont Hattuszilisz és I. Murszilisz is szóba jöhet.

## A történet

### Mitikus rész
A mitikus rész szerint Calpa és Nesza urainak rokonsága Nesza királynőjére vezethető vissza, aki 30 fiúgyermeket szült, de nem akarta őket felnevelni és a folyóra tette őket. A folyóra tett gyermek(ek) története vándormotívum az ókori Keleten Sarrukín akkád király legendája óta. A gyermekek Calpa környékén értek ki a tengerhez. Később Nesza királynője 30 leánygyermeket is szült, de ezeket már maga nevelte fel.
A fiúk felnövekedve elvetődtek Neszába, ahol a királynő a 30 fiúhoz hozzá akarta adni a harminc leányát. A szöveg töredékessé válik azon a ponton, amikor a fiúk gyanút fogtak, hogy a leányok a testvéreik.
| Eredeti szöveg | Magyarul |
| --- | --- |
| [ḫa-an-te-e]z-zi-aš DUMUMEŠ ni-ku-uš-mu-uš na-at-ta ga-ni-eš-šir ap-pi2-iz-zi-i̯a-aš-ša-an [× × ×]-uš-za ni-e-ku-šum-mu-uš da-aš-ke-e-u̯-e-n[i n]u le-e ša-li-ik-tu-ma-ri [ × × × × × ×] a-ra-a nu k[at-t]i-iš-mi š[e- | [Az idős](ebb) fiúk testvéreiket nem ismerték fel, az utolsó [fiú így szólt:] testvéreinket vesszük (feleségül)! Ne kövessünk el bűnt! [... nem] helyes! És velük [... |

E mitológiai szakasznak van néhány érintkezési pontja a görög danaidák történetével.

### Történeti rész
A történeti részben először békekötésről olvashatunk Calpa (Calvar) és Hattuszasz között. A béke megpecsételésére a (meg nem nevezett) hattuszaszi uralkodó leánya Calpa királyához ment feleségül. Ezt a hercegnőt Calpában egy lázadás során meggyilkolták, és ekkor a hattuszaszi király a saját fiát küldte uralkodónak a városba. Ő volt Hakkarpilisz. A Hakkarpilisz által vezetett Calpa újabb fegyveres konfliktusba keveredett Hattuszasszal. A körülmények nem ismertek, mert a szöveg itt töredékessé válik, majd meg is szakad. Még az sem ismert, hogy Hakkarpilisz volt-e a lázadó, vagy éppen Hakkarpilisz életére törtek Kiszva (Kišwa) vezetésével a lázadók.
| Eredeti szöveg | Magyarul |
| --- | --- |
| ma-a-an mḪa-ak-kar-pi2-li-iš URUZa-al-pa pa-[ ... / nu-uš-ma-aš me-mi-iš-ta ki-i-mu LUGAL-uš pa-i[š-t]a [ ... / ḪUL-lu ḫar-zi nu ku-ru-ur e-ep-ten nu-za [ ... / šu-u2-ni-iz-zi nu kat-ta ḫa-aš-ša ḫa-an-za-aš-š[a ... / GIR2-an-za kar-aš-du mKi-iš-u̯a-aš-ša te-et iš- [ .../ A-NA ḪUR.SAGTa-pa-az-zi-li ḫu-ul-li-it [ ... / ḫu-ul-li-ir GIŠTUKUL GID2.DA u2-e-ek-mi [... / pa-a-u2 nu-u̯a me-ek-ki UM-MA ŠU-MA ki-[ ... / [×]-u-e-ni nu-u̯a-an-na-aš GIŠTUKUL šu-[ ... / [mKi-i]š-u̯a-aš-ša u2-it nu [ ... / [× × × × × ×] ḫa-at-r[i... | Amikor Hakkarpilisz Calpába m[ent ...] nekik (így) beszélt: „Ezt nekem a király a[d]ta [...] (Ha) gonosz (dolgot) tart/csinál, legyetek ellenségesek, és [...] tölt. És fiaira és unokáira kard sújtson!” Kiszva mondta: „[...] a Tapaccili-hegyig legyőzte [...] legyőzték. Hosszú szerszámot (fegyvert? buzogányt?) követelek [...], legyen belőle sok!” Így szólt Hak[karpilisz: „... ]-tól követelem!” Így (szólt) [... „... ] és nekünk fegyvert [... Ki]szva jött és [...]” |

A szöveghiány után már Happiról van szó, aki szintén az (egyik) hattuszaszi király fia. Happi bizonyosan lázadó volt, mert a szöveg szerint elmenekült, és Calpát végül két évi ostrommal foglalta el a hattuszaszi király.
| Eredeti szöveg | Magyarul |
| --- | --- |
| mḪa-ap-pi2-iš A-NA LU2MEŠ URUZa-al-pa tar-ši-ki-izi-zi u2-uk-u̯a at-ti-mi / U2-UL a-aš-šu-uš šu-u̯a URUḪa-at-tu-ša ḫe2-en-ga-ni pa-a-un / U3 DUMUMEŠ URUZa-al-pa kat-tim-mi I ME ERIN2MEŠŠU-ŠI ku-it U2-UL a-ki-ir / LUGAL-ša IŠ-ME ša-aš i̯a-an-ni-iš URUḪa-ra-aḫ-šu-aš a-ar-ša U3 ERIN2MEŠ URUZa-al-pa / me-na-aḫ-ḫa-an-da u2-it ša-an LUGAL-uš ḫu-ul-li-it mḪa-a-ap-pi2-i-ša iš-par2-za-aš-ta / mTa-am-na-aš-šu-na ḫu-šu-u̯a-an-ta-an IS-BA-TU ša-an URUḪa-at-tu-ša u2-u̯a-te-et | Happi Calpa lakóihoz (így) beszél: Apámnál nem vagyok jó. Hattuszaszba mentem vesztemre. Calpa fiai velem (együtt), 100 harcos, hát nem meghalnának? A király hallotta (ezt) és felkerekedett. Harahszu városába ért. Calpa csapatai szembe jöttek vele, (de) őket a király legyőzte. Happi elmenekült. Tamnasszut azonban élve fogták el és Hattuszaszba vitték. |

## A szöveg jelentősége
A Calpa-szövegre vonatkozóan alapvetően két nézőpont létezik. Az egyik szerint a történeti értéke abban fejeződik ki, miszerint a hettita állam hatalommegosztási problémáit boncolgatja; a sűrűn előforduló erőszakos trónváltások és territoriális lázadásokra vonatkozó példabeszéd (Stipich). A másik álláspont szerint a történeti részben valódi szereplőket ábrázolnak, és az elbeszélés megtörtént eseményeket mond el, a szöveget az egykorú olvasóknak írták. Amir Gilan didaktikai célokkal megfogalmazott historiográfiai műnek tartja, és a szereplőit is beazonosítható történeti személyeknek (Gilan, 2007).
Az általános jelleget és a tanító célzatot mutatja az a tény, hogy egyetlen alkalommal sem említi az irat Hattuszasz királyait, akik ellen az első calpai lázadás, valamint a Hakkarpilisszel kapcsolatos események, és Happi felkelése irányult.